# Tempesta alla frontiera
Tempesta alla frontiera (Winnetou und sein Freund Old Firehand) è un film western del 1966 diretto da Alfred Vohrer.
Nato da una coproduzione tra Germania Ovest e Jugoslavia, è ispirato a temi dei romanzi dello scrittore tedesco Karl May. Fa parte della saga di Old Shatterhand e Winnetou, ma come comprimario di Winnetou, interpretato da Pierre Brice, non compare Old Shatterhand bensì un nuovo eroe di nome Old Firehand, interpretato da Rod Cameron.

## Trama
La banda di Silers semina scompiglio sia nel territorio degli indiani Apache che in quella del pacifico paese di Miramonte. Per questa ragione Winnetou, capo degli Apache, si unisce all'avventuriero Jason Waade, detto Old Firehand, e ai suoi amici Tom, Caleb e Moses, per recarsi a Miramonte e fermare Silers. A Miramonte abita anche Michéle, un tempo la compagna di Old Firehand, che da lui ha avuto un figlio di nome Jace. La donna serba rancore verso Firehand, che l'ha abbandonata anni fa, e non ha mai rivelato al figlio l'identità del padre, ma i due non si sono in realtà mai dimenticati. Jace nel corso della vicenda si avvicina molto a Old Firehand e arriva a offrirsi di seguirlo, ma alla fine il vecchio avventuriero gli dirà di rimanere con la madre, perché la vita che conduce lui è troppo pericolosa.
A Miramonte i protagonisti trovano che Billy Bob, il fratello di Silers, è stato arrestato e imprigionato. Mentre Old Firehand organizza la resistenza ai banditi, parte della popolazione pensa di evitare lo scontro liberando di nascosto Billy Bob e dopo, poiché Billy Bob viene ucciso durante la fuga, tenta di abbandonare Miramonte. Ma Silers, saputo dell'uccisione del fratello, si vendica crudelmente: uccide i fuggiaschi e carica i loro carri di dinamite, indirizzandoli poi indietro verso Miramonte, dove essi esplodono. Winnetou parte per cercare aiuto, ma sulla via incontra un altro bandito, Quilvera, che lo getta in un crepaccio. Quilvera si allea con Silers e le due bande assaltano Miramonte.
Winnetou riesce a sopravvivere alla caduta e, impadronitosi della dinamite dei banditi, la fa esplodere in mezzo a loro. Intanto l'accanita resistenza opposta dagli abitanti di Miramonte sfianca gli attaccanti, che sono costretti alla ritirata. In fuga, Silers riesce ad uccidere Tom, uno degli amici di Old Firehand, il quale alla fine si fa prestare da Winnetou il suo arco indiano, non volendo più sprecare nemmeno una pallottola su Silers. Finalmente il protagonista raggiunge il capo dei banditi e con due frecce lo inchioda ad un albero e lo uccide.